# Isjme-Dagan I
Isjme-Dagan I  (ook Išme-Dagan I, Engels: Ishme-Dagan) was de zoon van de Assyische koning Šamši-Adad I, die door zijn vader op de troon van Ekallatum gezet werd na een geslaagde militaire actie. Hij heerste over het gebied aan de bovenloop van de Tigris, daarbij ingesloten de stad Aššur  Na de dood van Sjamsji-Adad (in het 17e jaar van Hammurabi van Babylon), slaagde Isjme-Dagan I erin Assyrië te beheersen  en was de 40e koning op de Assyrische koningslijst totdat hij zelf door Hammoerabi van Babylon van de troon gestoten werd. Een veel latere koningslijst kent 40 regeringsjaren aan hem toe maar een lijst met eponiemen in 2003 gevonden in Kaniš (laag Ib) laat zien dat hij slechts 11 jaar koning was. 
Zijn broer, Yasmah-Adad, heerste rond dezelfde tijd over de stad Mari. Correspondentie tussen vader en zijn twee zoons is daar door archeologen gevonden. De documenten uit Mari laten ook voor het eerst zien dat Isjme-Dagan belegeringswerktuigen zoals stormrammen, belegeringstorens en approches gebruikte. Hij vertelt dat hij twee steden Qirhadat en Nilimmar zo in handen wist te krijgen.